# 2011年夏季世界大学生运动会葡萄牙代表团

葡萄牙代表团旗帜

2011年夏季世界大学生运动会葡萄牙代表团共有32名运动员。

## 奖牌榜
| 名次 | 代表团 | 金牌 | 银牌 | 铜牌 | 总数 |
| ---- | ------ | ---- | ---- | ---- | ---- |
| 26   | 葡萄牙 | 2    | 2    | 0    | 4    |

## 奖牌获得者

### 金牌
1. 男子三级跳远：尼尔森-艾沃拉
2. 男子3000米障碍：阿尔贝托-保罗

### 银牌
1. 女子三级跳远决赛：帕特里夏
2. 女子5000米决赛：萨拉